# 木之精
木之精（kijimunaa/kijimun/木の精）或音译为奇吉木納，是琉球传说中的生物，亦叫大头（Bunagaya）。属于日本妖怪一类。冲绳附近常见其形象，坊间通常描述为三四岁儿童、头大、赤髮披身。樹精非常调皮，常常恶作剧和欺骗人类。